# سیارک ۵۱۶۷
سیارک ۵۱۶۷ (به انگلیسی: 5167 Joeharms، نامگذاری:1985GU1) پنج هزار و صد و شصت و هفتمین سیارک کشف شده‌است که در ۱۱ آوریل ۱۹۸۵ کشف شد.
قدر مطلق سیارک برابر ۱۲٫۳۰ است.